# Nematanthus kuhlmanni
Nematanthus kuhlmanni là một loài thực vật có hoa trong họ Tai voi. Loài này được (Handro) Chautems mô tả khoa học đầu tiên năm 1984.